# Bellerose Terrace
Bellerose Terrace es un lugar designado por el censo del condado de Nassau, estado de Nueva York, Estados Unidos. Según el censo de 2020, tiene una población de 2329 habitantes.
Es, a todo los efectos prácticos, un barrio de la villa de Floral Park, aunque desde el punto de vista administrativo la zona depende directamente del municipio de Hempstead.

## Geografía
Está ubicada en las coordenadas 40°43′20″N 73°43′31″O / 40.72222, -73.72528 (40.722147, -73.725159). Según la Oficina del Censo, tiene una superficie de 0.32 km², correspondiente en su totalidad a tierra firme.

## Demografía

### Censo de 2020
| Raza                   | Núm. | Porc.   |
| ---------------------- | ---- | ------- |
| Asiáticos              | 788  | 33.83%  |
| Blancos                | 712  | 30.57%  |
| Afroamericanos         | 166  | 7.13%   |
| Amerindios             | 26   | 1.12%   |
| Isleños del Pacífico   | 1    | 0.04%   |
| De otras razas         | 336  | 14.43%  |
| De una mezcla de razas | 300  | 12.88%  |
| Total                  | 2329 | 100.00% |

Del total de la población, el 28.12% son hispanos o latinos de cualquier raza.

### Estimacíón 2018-2022
Según la estimación 2018-2022 de la Oficina del Censo, los ingresos medios de los hogares son de $140,893 y los ingresos medios de las familias son de $153,080. Alrededor del 2.3% de la población está por debajo de la línea de pobreza.